# Lamborghini Gallardo Superleggera

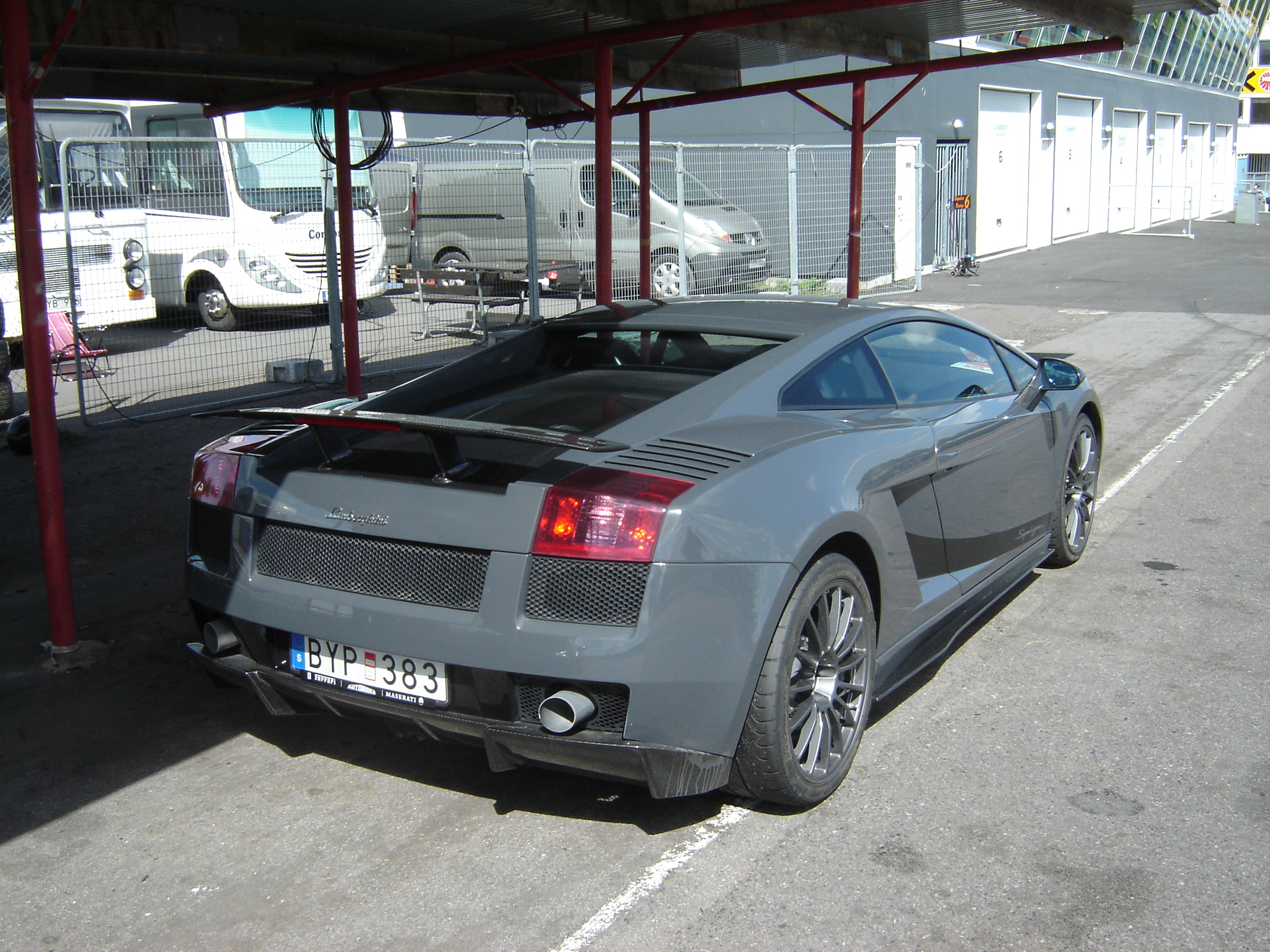
Lamborghini Gallardo Superleggera - tył

Lamborghini Gallardo Superleggera – wzbogacona wersja Lamborghini Gallardo produkowana w latach 2007–2008. O 100 kg niższa masa w połączeniu z o 7 kW wyższą mocą poprawiły czas przyśpieszenia 0–100 km/h z 4,2 do 3,8 s w stosunku do modelu standardowego.
Firma z Sant’Agata Bolognese przygotowała samochód w postaci odchudzonej i wzmocnionej wersji najmniejszego modelu Gallardo. Superleggera w porównaniu do konkurencyjnego Ferrari 430 Scuderia posiada o dwa cylindry więcej.
Wzrost osiągów uzyskano poprzez podniesienie mocy silnika V10 o pojemności 4961 cm³. Po tym zabiegu wynosi ona 390 kW przy 8000 obr./min. Wyższą moc uzyskano dzięki między innymi poprawie sprawności wypełnienia cylindrów, obniżeniem strat w układzie dolotowym i zmniejszeniem podciśnienia układu wydechowego oraz zmianą oprogramowania jednostki sterującej.
Parametry elastyczności udało się polepszyć przez obniżenie masy o ok. 100 kg (północnoamerykańska wersja o 70 kg). Elementy nadwozia z tradycyjnych materiałów jak stal czy szkło zastąpiono lekkimi częściami z kompozytów węglowych czy plastiku. Wewnątrz zamontowano skorupy obite Alcantarą. W standardzie Lamborghini Gallardo Superleggera oferowane jest z automatyczną skrzynią biegów e-gear.
W 2008 r. w związku z faceliftingiem standardowego modelu Gallardo do wersji LP560-4, mającego lepsze osiągi niż Superleggera, zaprzestano jego produkcji.